# 연평면
연평면(延坪面)은 인천광역시 옹진군 연평도와 소연평도를 관할하는 면(面)이다. 면적은 7.41 km2(연평도 6.14 km2, 소연평도 1.024 km2 등)이고, 인구는 2022년 말 주민등록 기준으로 2,138명, 1,512가구이다.

## 역사
연평도는 본래 황해도 벽성군 송림면에 속하였는데, 한반도가 38선으로 분단된 후 1945년 11월 경기도 옹진군에 편입되었다. 한국 전쟁 후 송림면의 육지는 군사분계선 이북 지역이 되고, 대한민국의 경기도 옹진군 송림면에는 연평리(연평도, 소연평도)만 남게 되었다. 1995년 인천광역시에 편입되었고, 1999년 7월 20일에 연평면으로 개칭하였다.
- 조선시대 : 황해도 해주군 관할
- 1938년 10월 1일 : 황해도 벽성군 송림면 연평리
- 1945년 11월 4일 : 경기도 옹진군 송림면 연평리
- 1995년 3월 1일 : 인천광역시 옹진군 송림면
- 1999년 7월 20일 : 인천광역시 옹진군 연평면

## 행정 구역
| 법정리 | 한자명 | 행정리                                             | 비고            |
| ------ | ------ | -------------------------------------------------- | --------------- |
| 연평리 | 延坪里 | 동부리, 중부리, 서부리, 남부리, 새마을리, 소연평리 | 면사무소 소재지 |

## 교육
- 연평초등학교
  - 연평초등학교 소연평분교(폐교)
- 연평중고등학교

## 같이 보기
- 연평도
- 연평해전
- 연평도 포격